# 鈴木沙喜代
鈴木 沙喜代（すずき さきよ、1989年7月12日 - ）は、フリーアナウンサー。元ミヤギテレビアナウンサー。

## 来歴・人物
茨城県つくば市出身。血液型B型。明治大学文学部文学科フランス文学専攻を卒業した。
幼稚園から大学までクラシックバレエを習っていた。中学からエレキギターを始めバンドを結成し、ライブハウスや大学祭ではキーボードを担当した。大学2年の時に地元ラジオ局の音楽番組でアシスタントを務めたことがアナウンサーを目指すきっかけになった。
2012年4月、ミヤギテレビに入社した。2014年には、第35回NNSアナウンス大賞において最優秀新人賞を受賞した。
無類のスイーツ好きで、MCを担当していた『OH!バンデス』内の金曜コーナー「SAKIYOのアマ〜い誘惑」では宮城県内のスイーツ店のスイーツを紹介していた。また、同番組ではコーナーの1つである「週刊鷲砲」の初代専属リポーターに就任した。2018年9月28日には東北楽天ゴールデンイーグルス対北海道日本ハムファイターズ戦（楽天生命パーク宮城）で始球式を務めた。
2018年12月28日、代表番組であった『OH!バンデス』の放送で番組を卒業し、並びに6年間勤めてきたミヤギテレビの退社を発表した。2019年3月29日でミヤギテレビを退職した。
退社後は渡仏や結婚・出産を経て、2年半のパリ滞在から帰国し、再び宮城でフリーアナウンサーとして活動を始める。東北放送『サタデーウォッチン!』への出演や、ナレーション業・仙台89ERSアシスタントMCを務めるなど、活動の幅を広げている。
趣味はギターを弾くこと、音楽フェスに行くこと、スポーツ観戦。

## ミヤギテレビ在籍時代の担当番組
- OH!バンデス：木・金曜MC（2012年10月4日 - 2014年3月28日）
- OH!バンデス：水 - 金曜MC（2014年4月2日 - 2018年12月28日）
- 情報ライブ ミヤネ屋（読売テレビ制作、2014年9月16日）：当時のレギュラー出演者・川田裕美の夏季休暇に伴う代役アシスタント
- 金曜ロードショー全国好きな嫌いなアナウンサー大賞2017（2017年5月12日、日本テレビ）ミヤギテレビ代表
- ミヤギテレビニュース・天気予報
- ミヤギテレビストレイトニュース
- ミヤテレスタジアム：ナレーション担当
- 24時間テレビ 「愛は地球を救う」：宮城会場メインMC（2013年 - 2018年）
- 全日本大学女子駅伝「杜の都駅伝」：第4中継所実況

### 映画
- ルパン三世VS名探偵コナン THE MOVIE（2013年12月7日、東宝）

## 現在の担当番組
- OH!バンデス：住宅記者、WAZA-MEN（2022年7月 - ）
- サタデーウォッチン!：ウォッチン!チェック（2022年8月 - ）
- 毎日新聞ニュース :火曜日パーソナリティー（2024年6月 -  ）
- Voicy Night News : 木曜日パーソナリティー（2023年2月 - 2023年5月 ）
- Voicy Morning News : 金曜日パーソナリティー（2023年6月 -2024年5月 ）